# Diabetrachter

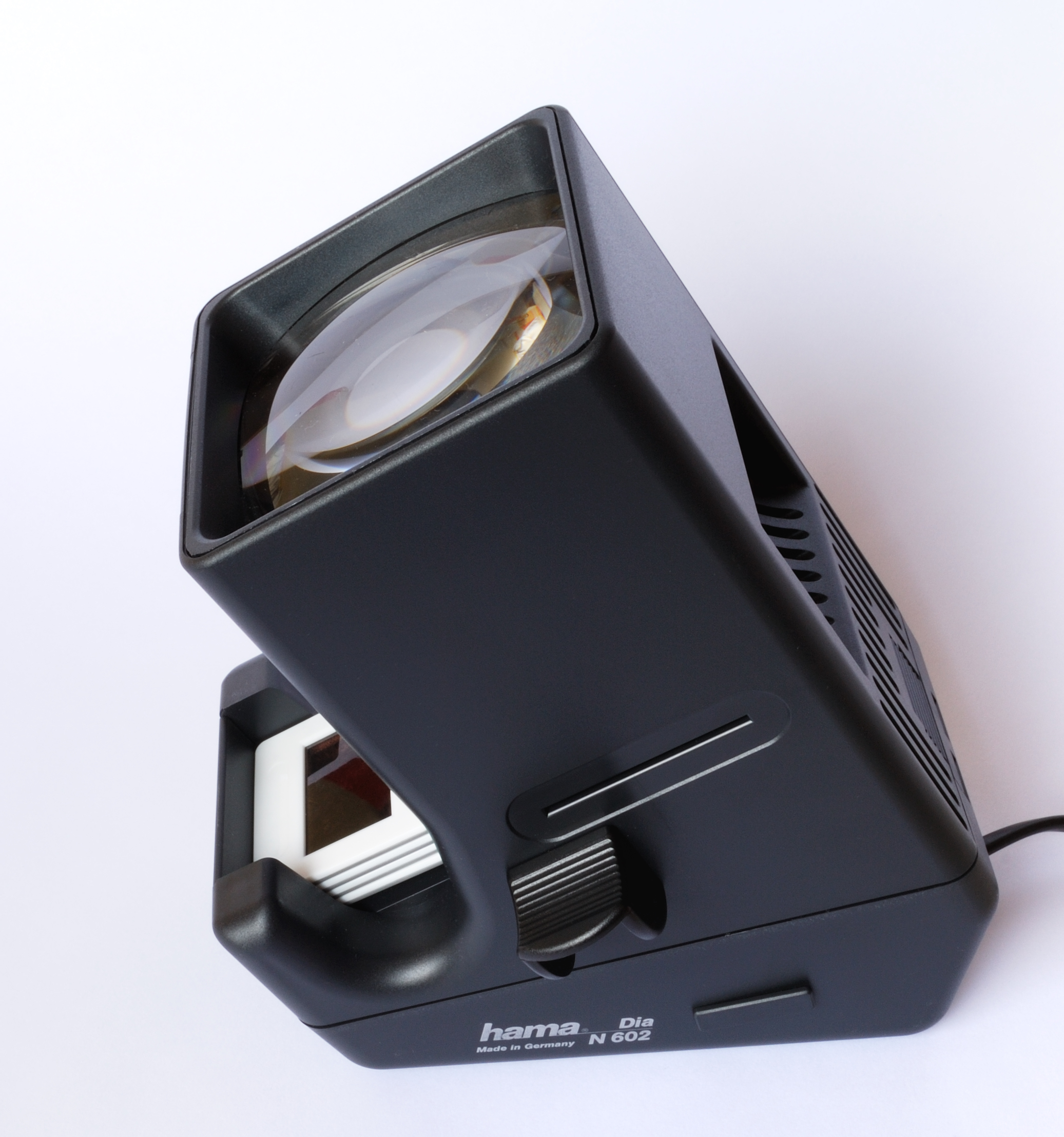
Diabetrachter mit Netzanschluss

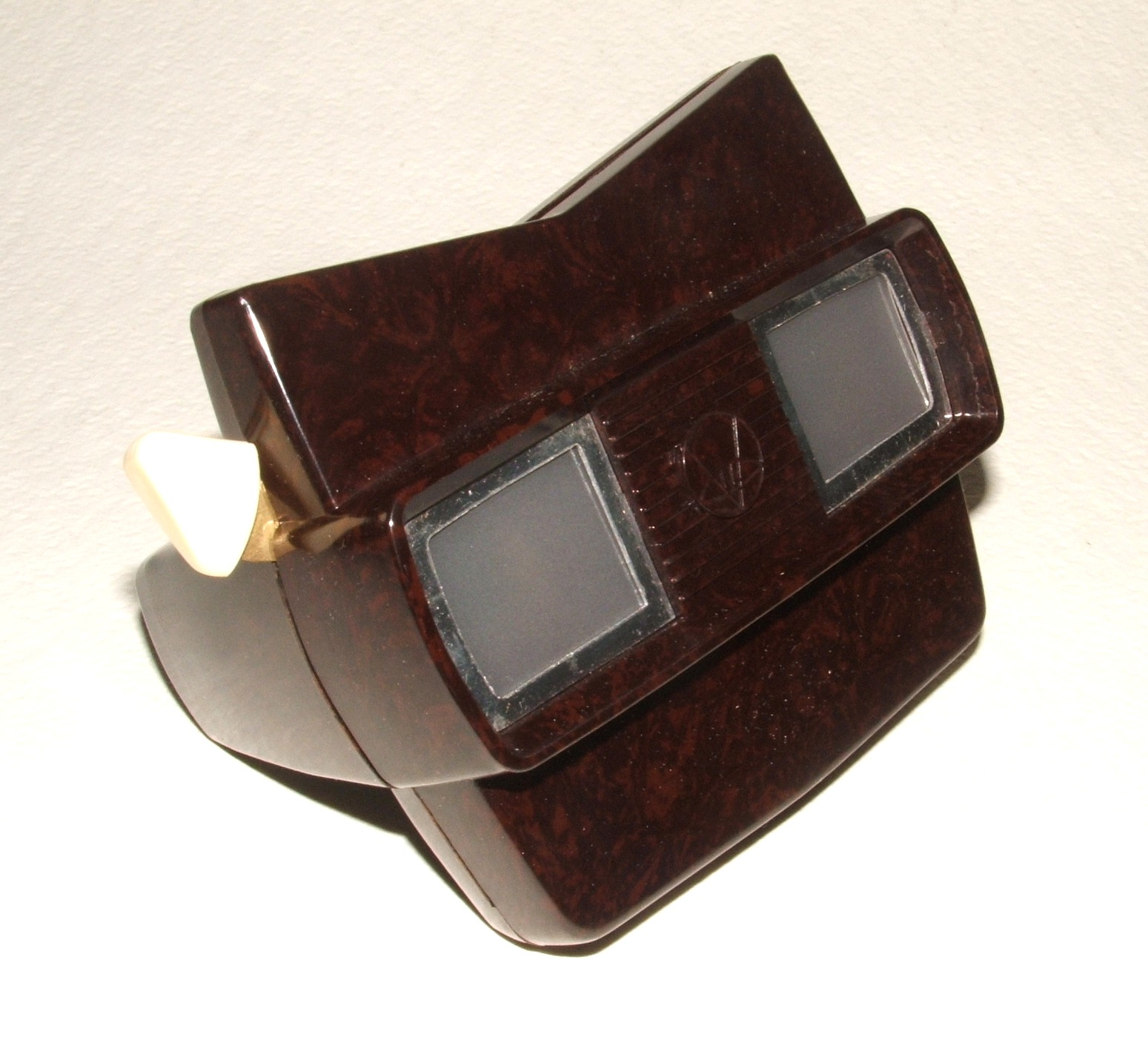
View-Master Modell E der 1950er

Ein Diabetrachter ist ein einfaches optisches Gerät zur vergrößerten direkten Ansicht von Diapositiven.
In der einfachen Bauform mit Nutzung des Umgebungslichtes wird der Diabetrachter umgangssprachlich auch „Gucki“ genannt, dies war jedoch ursprünglich ein Produktname von Agfa, der zum Gattungsnamen (Synonym für gleichartige Artikel) wurde. In der Regel handelt es sich um leichte Kunststoffgehäuse, die mit einer vorderen Okular-Linse und einer großen, weiß mattierten Rückwand (Diffusor) für den Lichteinfall ausgestattet sind. Sie dienen insbesondere zur schnellen optischen Qualitätskontrolle.
Etwas aufwendigere Bauformen bestehen aus einem mehr oder weniger großen eckigen Lupenglas, einer Mattscheibe aus Glas oder Kunststoff, durch die diffuses künstliches Licht einer im hinteren Gehäusebereich integrierten Glühlampe auf das mittels Dia-Schlitten einschiebbare Dia fällt. Der Diabetrachter dient als Ersatz, wenn eine Präsentation mit dem Diaprojektor nicht möglich oder zu umständlich erscheint.

## Stereodiabetrachter
Spezielle Diabetrachter mit zwei Linsen können zum Betrachten von Stereofotografien verwendet werden. Der bekannteste ist der View-Master. Er entstand gegen 1939 als Unterhaltungssystem für zuhause. Zur damaligen Zeit stellte er eine Verbesserung zu den verbreiteten Stereoskopen dar, bei denen zum Betrachten des nächsten Bildes eine neue Fotokarte eingelegt werden musste. Thematischer Schwerpunkt der Bilder waren Reiseziele und wissenschaftliche Dokumentationen. Erhältlich waren auch spezielle Stereokameras und leere Bildscheiben, mit denen man eigene Fotoaufnahmen für den View-Master herstellen konnte. Die anfangs einzeln verkauften Bildscheiben wurden ab Anfang der 1950er Jahre zu Serien mit üblicherweise drei Scheiben zusammengefügt.
Das zur gleichen Zeit existierende Tru-Vue-System besaß die Rechte an Walt-Disney-Produktionen. Durch die Übernahme von Tru-Vue durch View-Master 1951 konnten auch Disney-Filme vermarktet werden, das Tru-Vue-System wurde eingestellt.
In der DDR gab es das System Stereomat.
1966 wurde View-Master von General Aniline & Film Corporation (GAF) übernommen. Danach wechselte der Schwerpunkt der Bildserien zu Adaptionen von bekannten Spielfilmen, Trickfilmen und Comics. 1981 wurde der View-Master erneut aufgekauft und in die View-Master International Group umfirmiert, die 1984 von Ideal Toys übernommen wurde und sich nun View-Master Ideal Group nannte. 1989 übernahm Tyco Toys diese Firma und fusionierte 1997 mit Mattel, wo der View-Master heute im Spielzeugsortiment der Marke Fisher-Price zu finden ist.

## Galerie

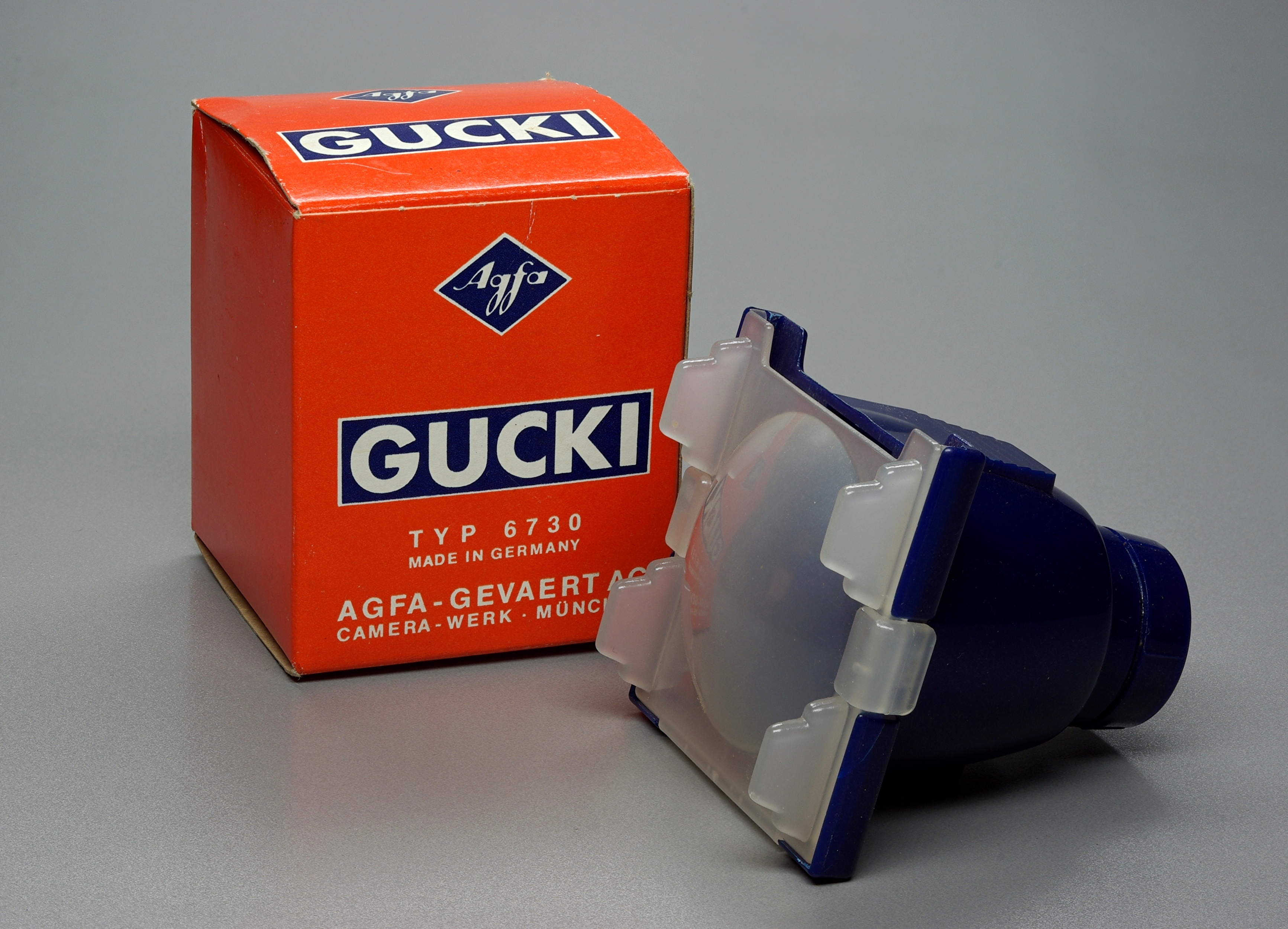
Einfacher Diabetrachter („Gucki“) von Agfa
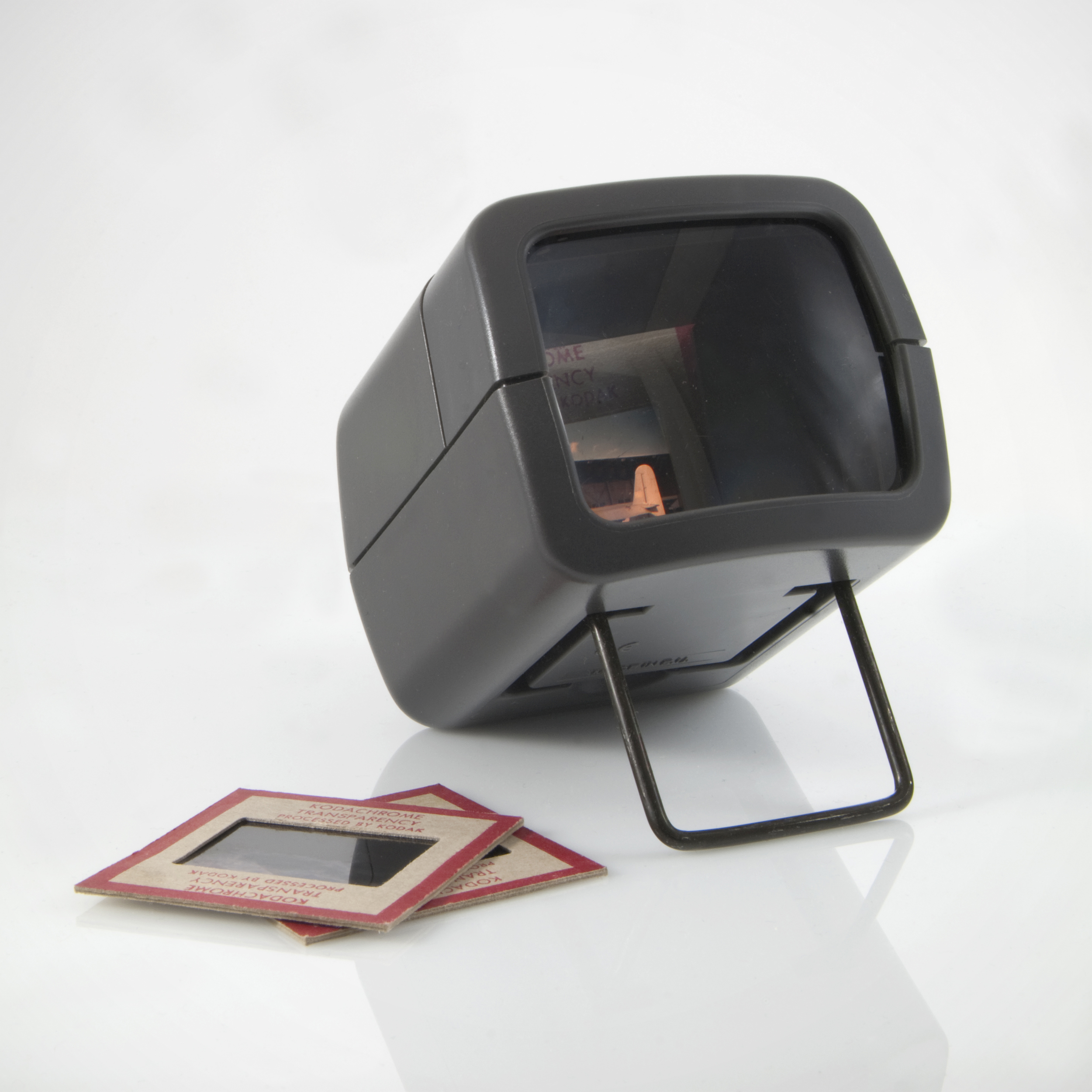
Diavergrößerer mit Dias
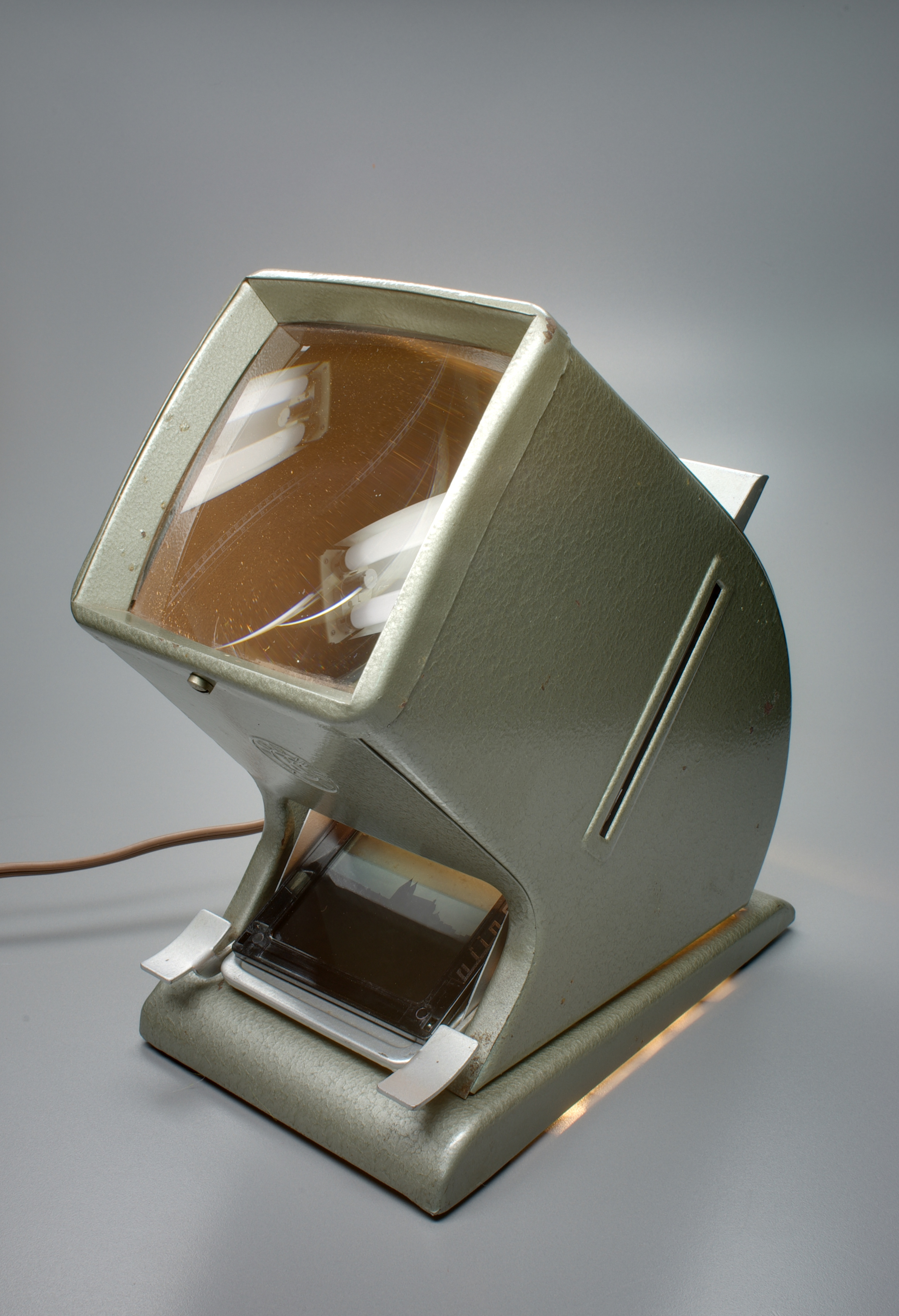
Diabetrachter für 6×6-Dias
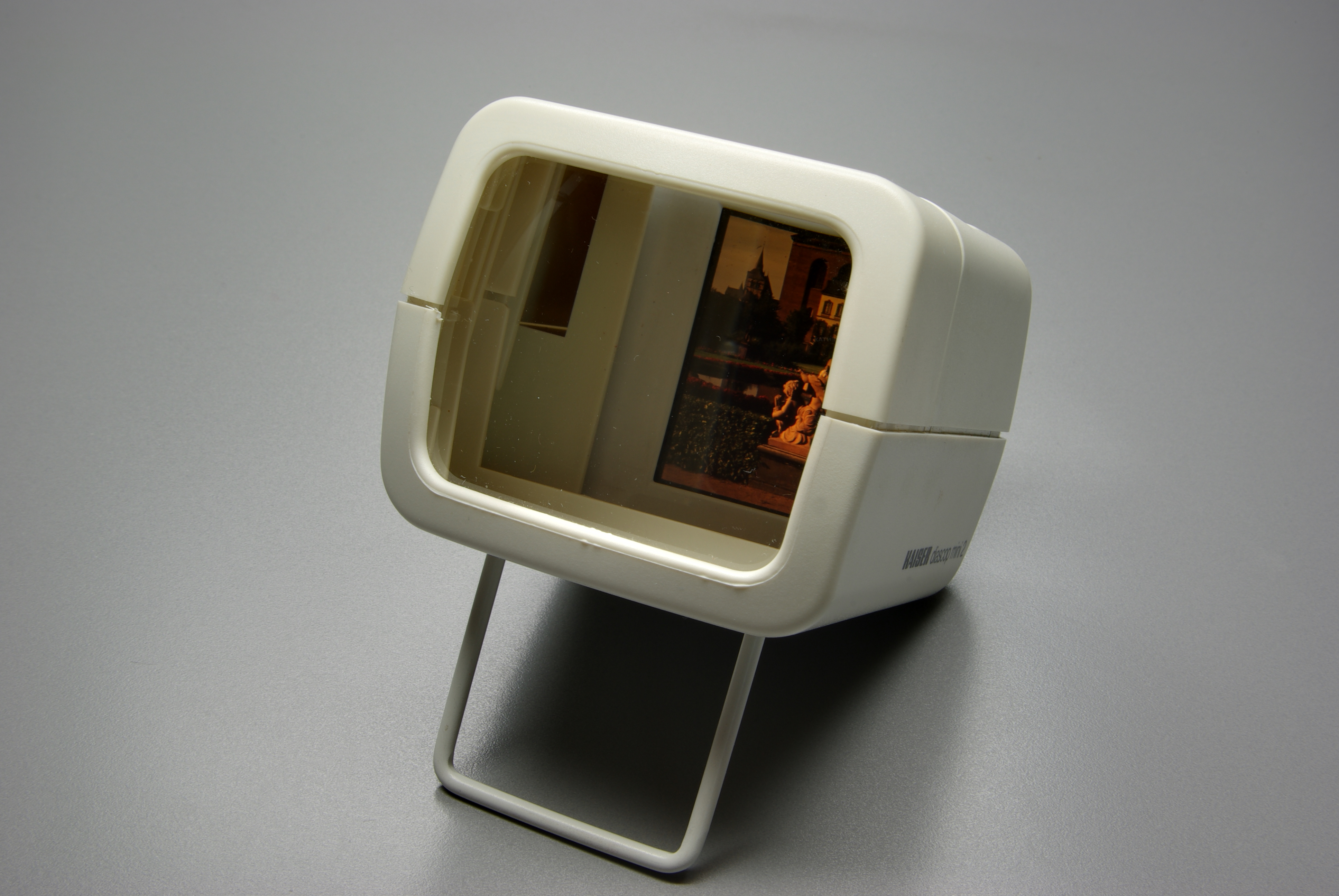
Diabetrachter Kaiser diascop mini 2
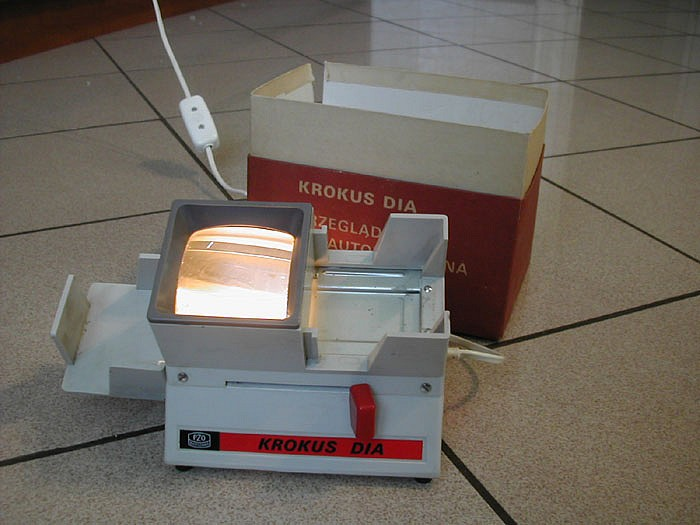
„KROKUS DIA“ Diabetrachter, PZO, Polen
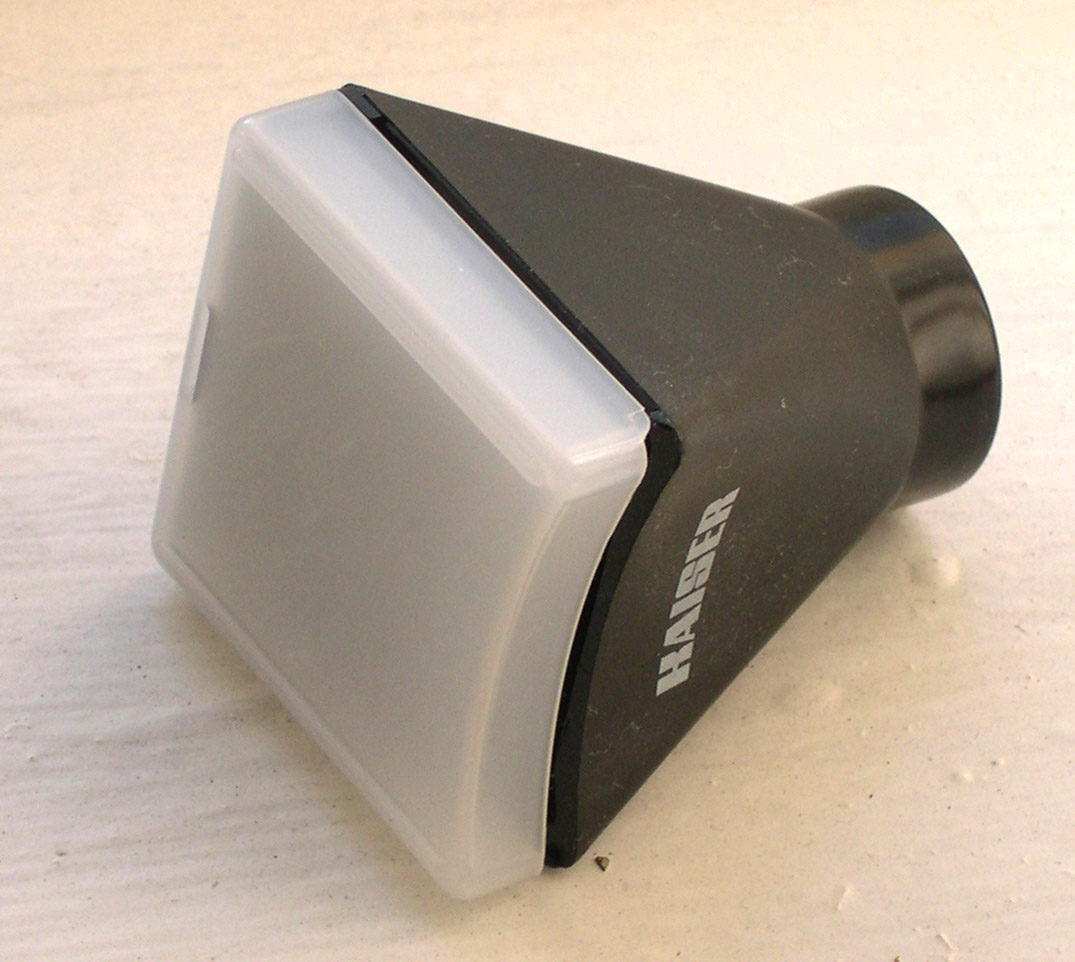
Kaiser Diabetrachter
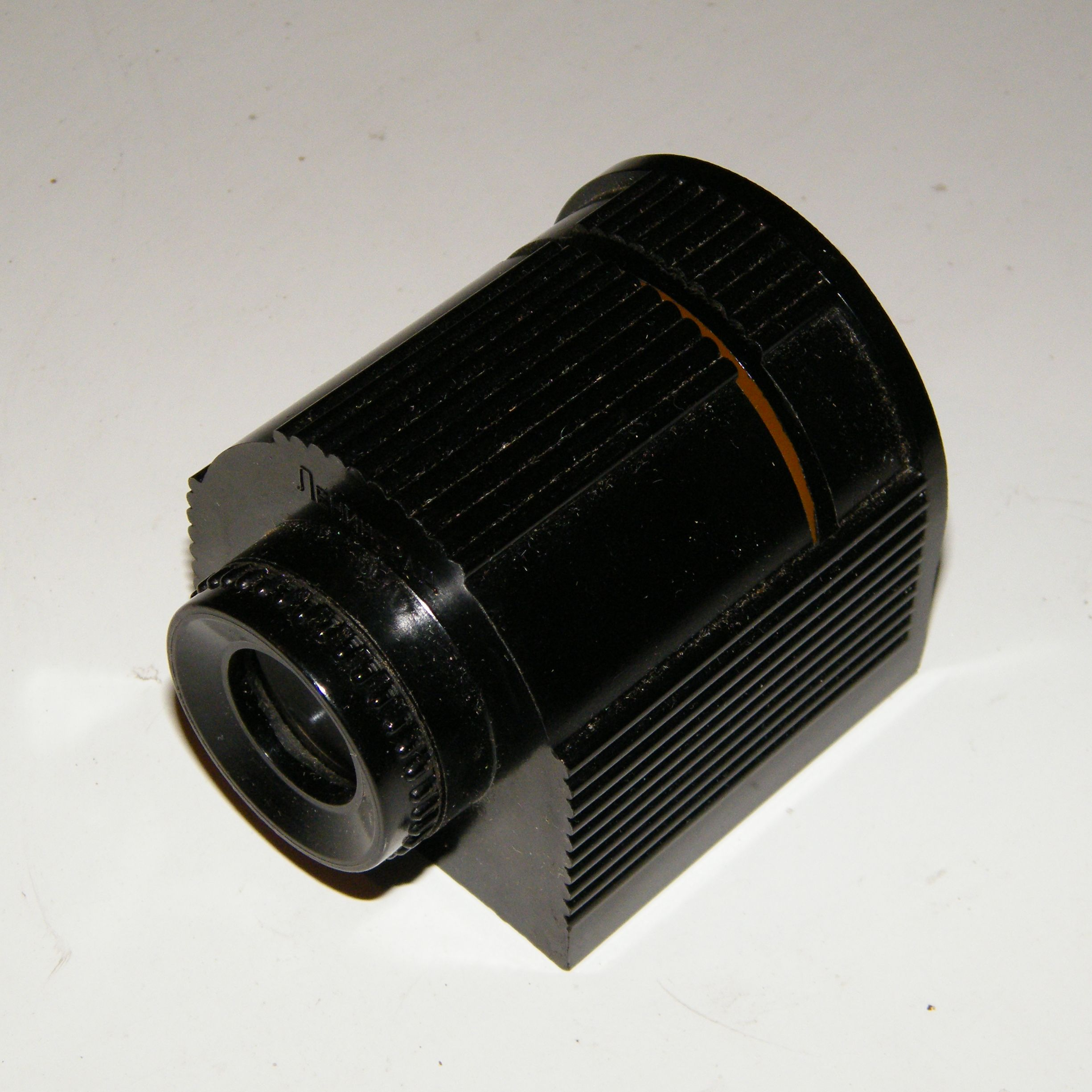
Diabetrachter Leningrad (1979)
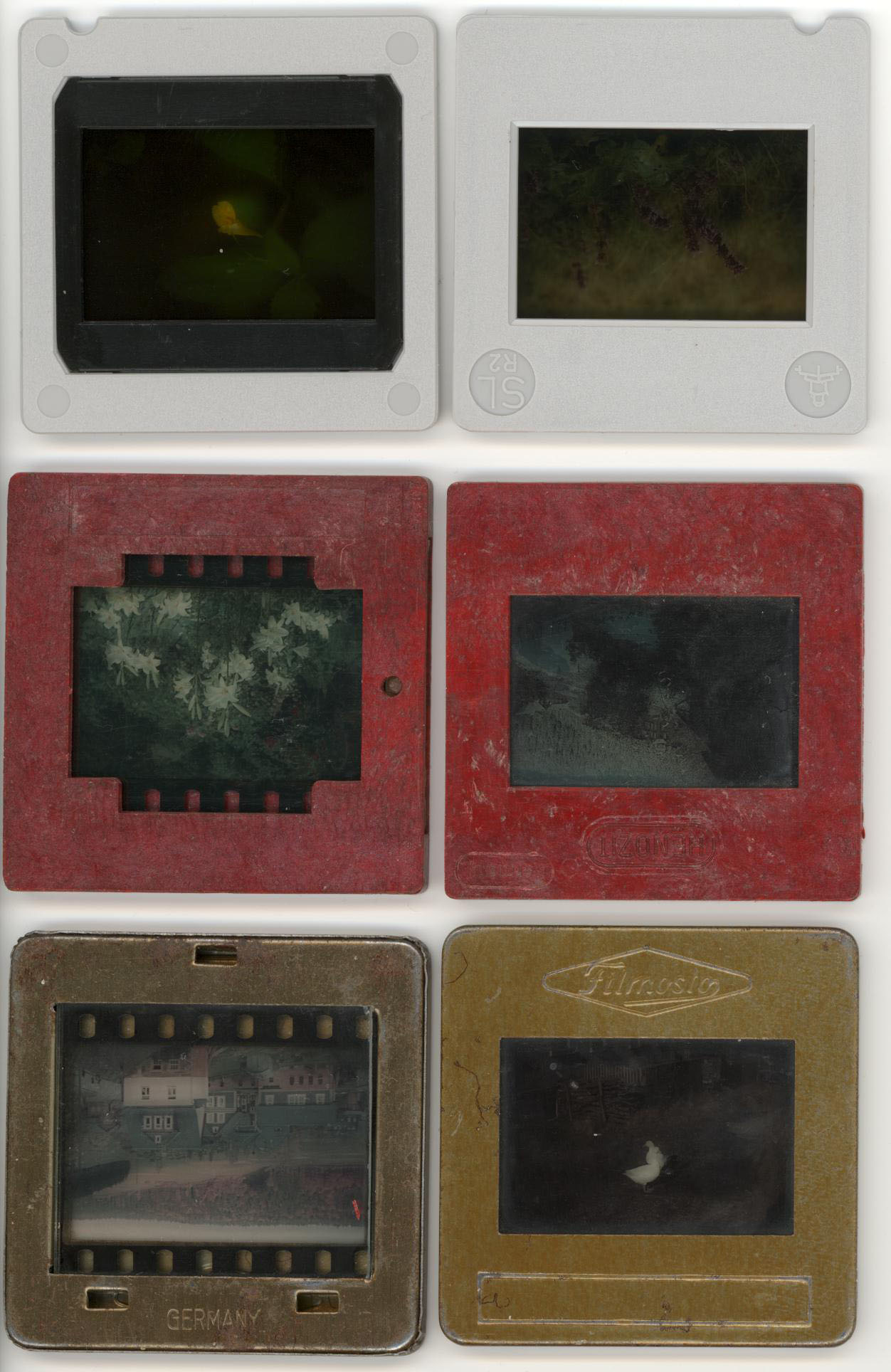
Dias, 1940 (Metall or Pappe) bis 1985 (Plastik)
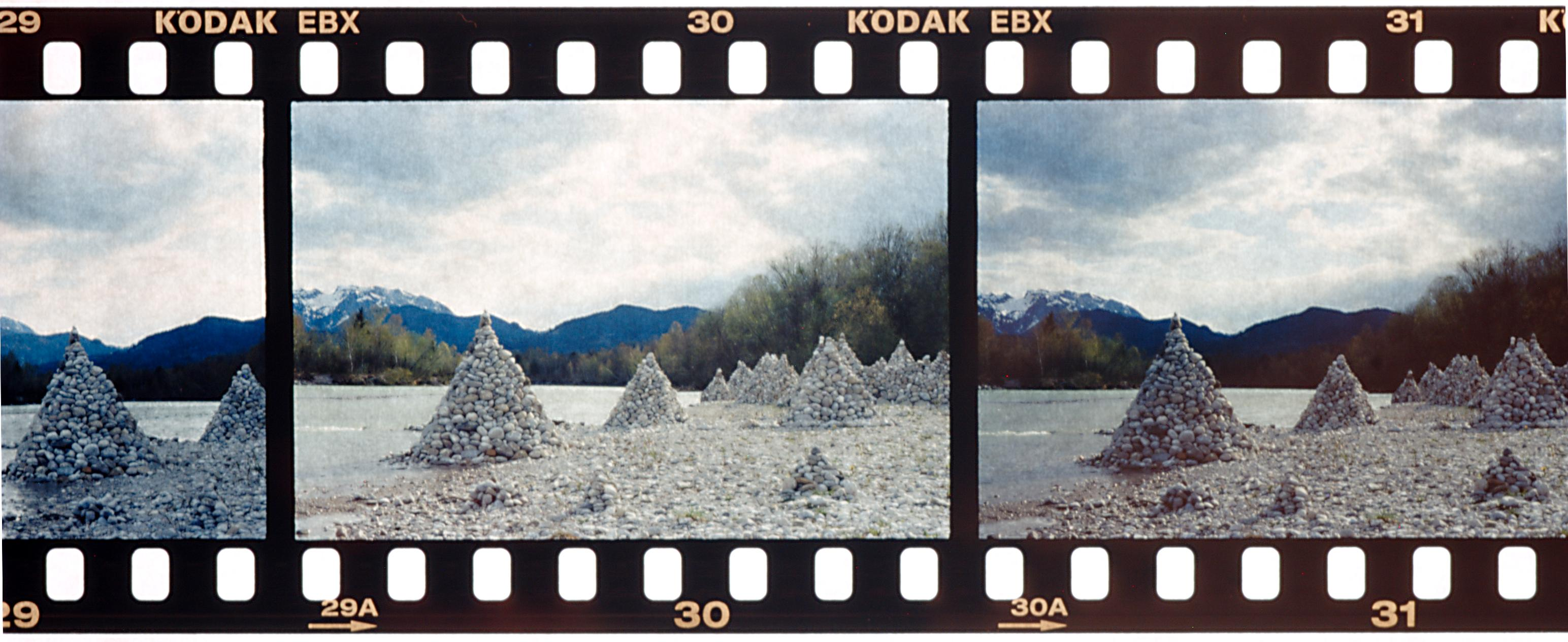
Diastreifen
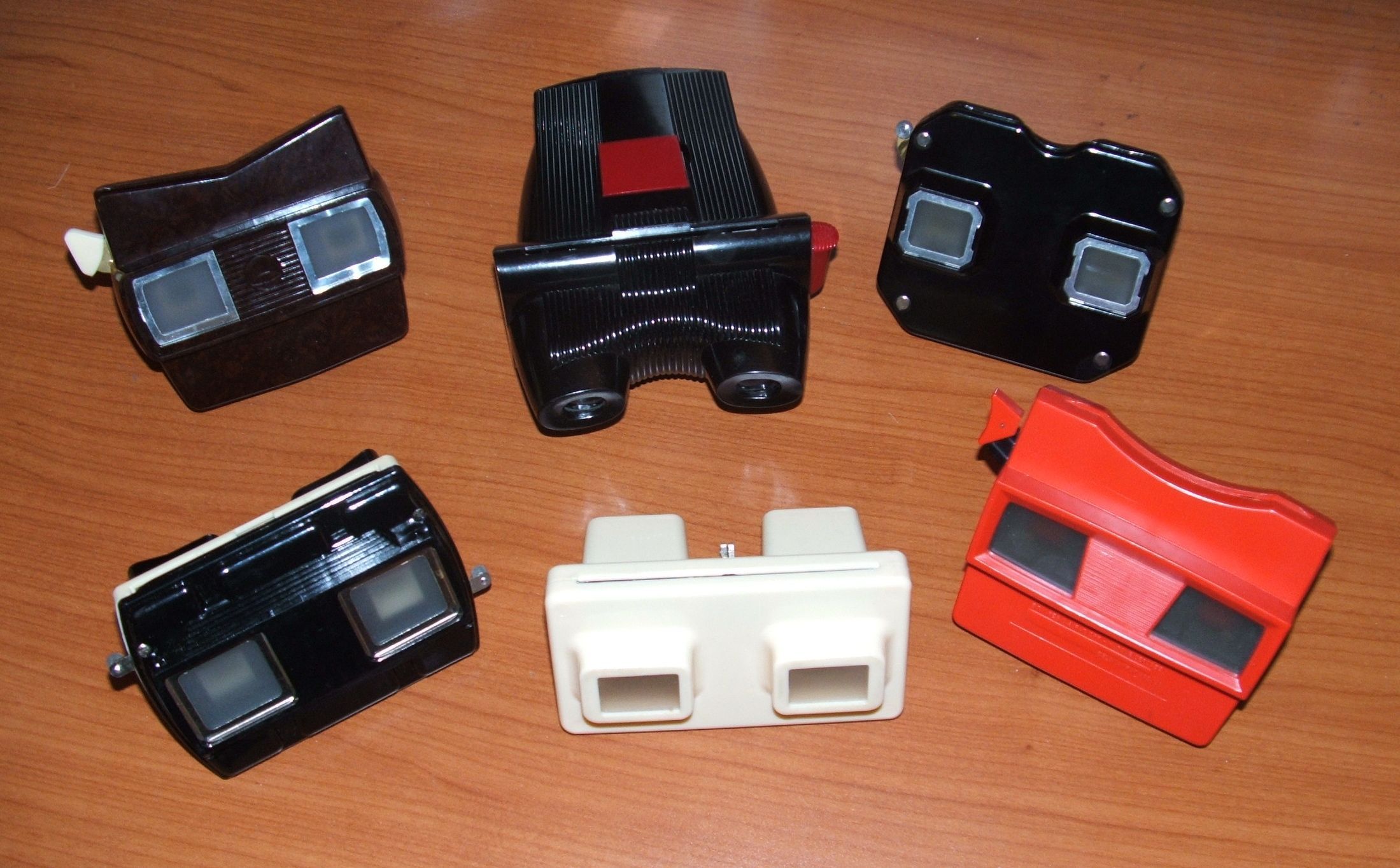
Einige 20.Jhd. Stereodiabetrachter: View-Masters, Stereoclic Brugiere, Stereoscope Lestrade, Tru-Vue
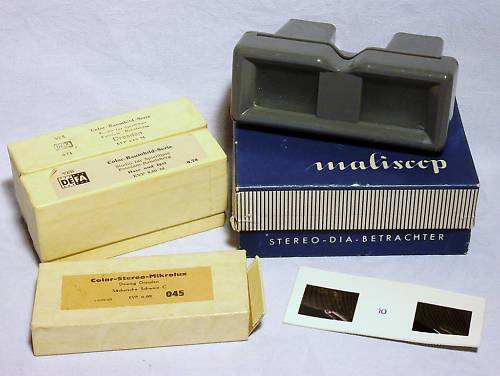
A Maliscop, ein 35-mm-Stereodiabetrachter von Heinrich Malinski, Leipzig
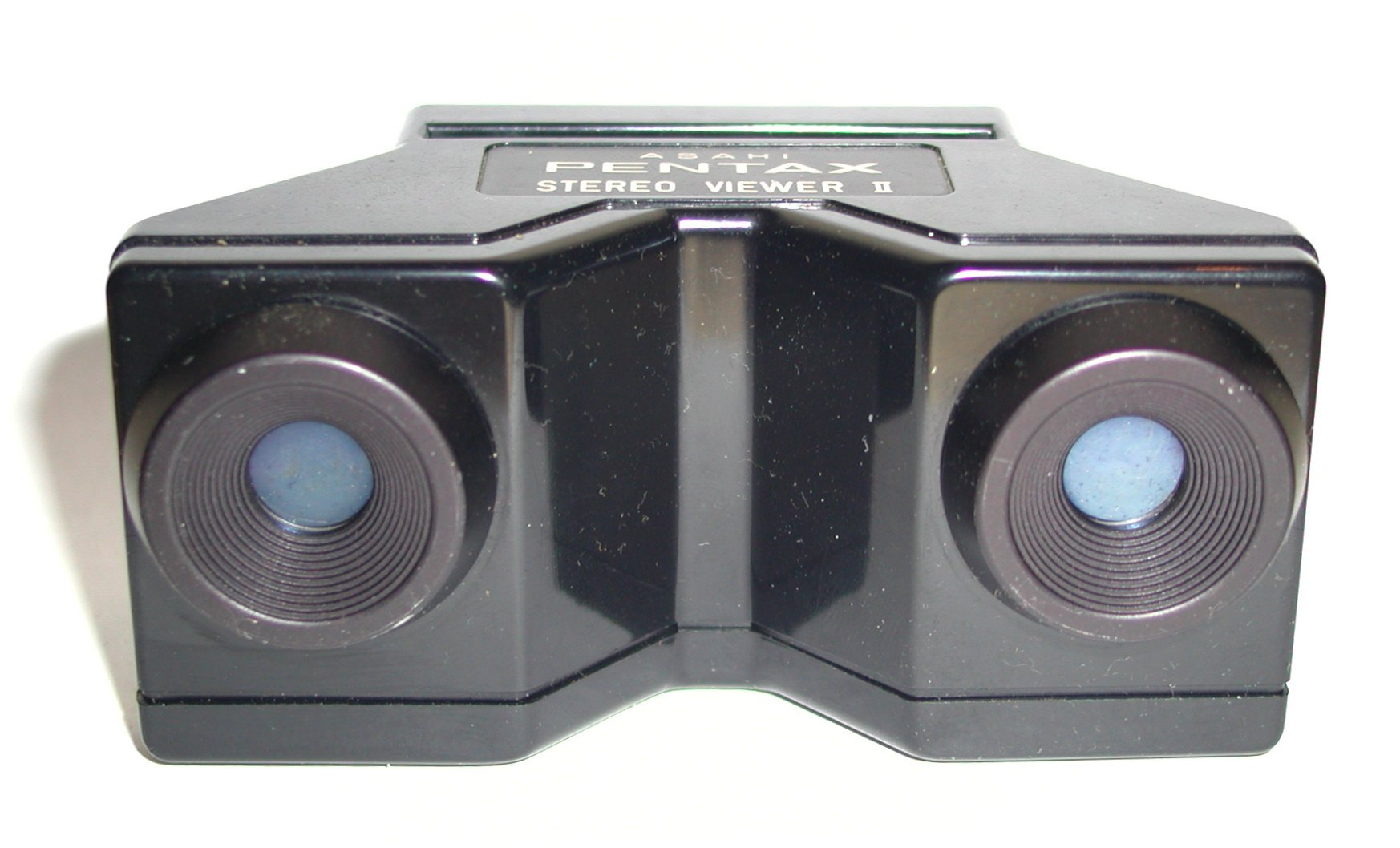
Diabetrachter für 3D-Porträtdias, Pentax-Modell
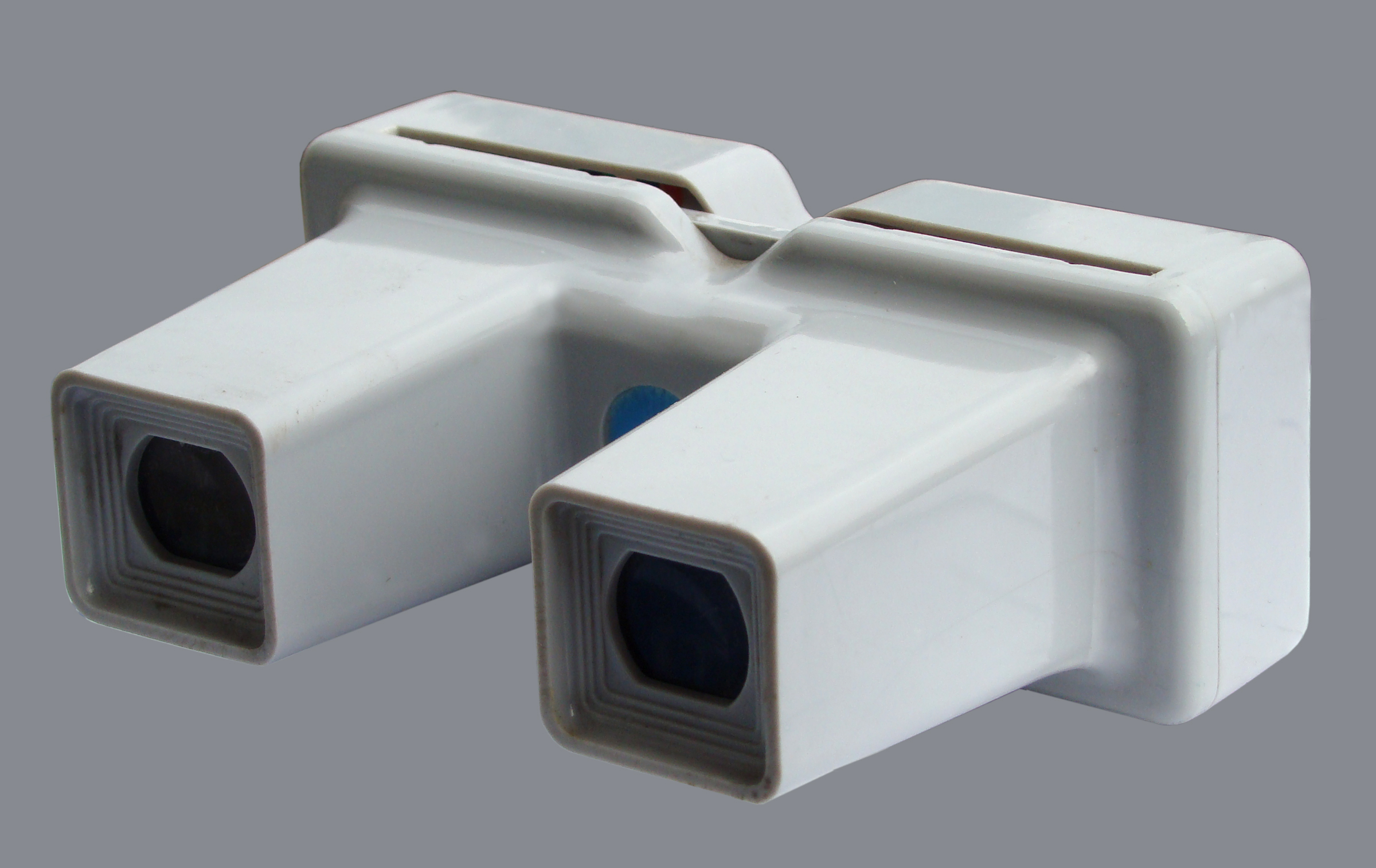
DDR-Stereodiabetrachter Stereomat
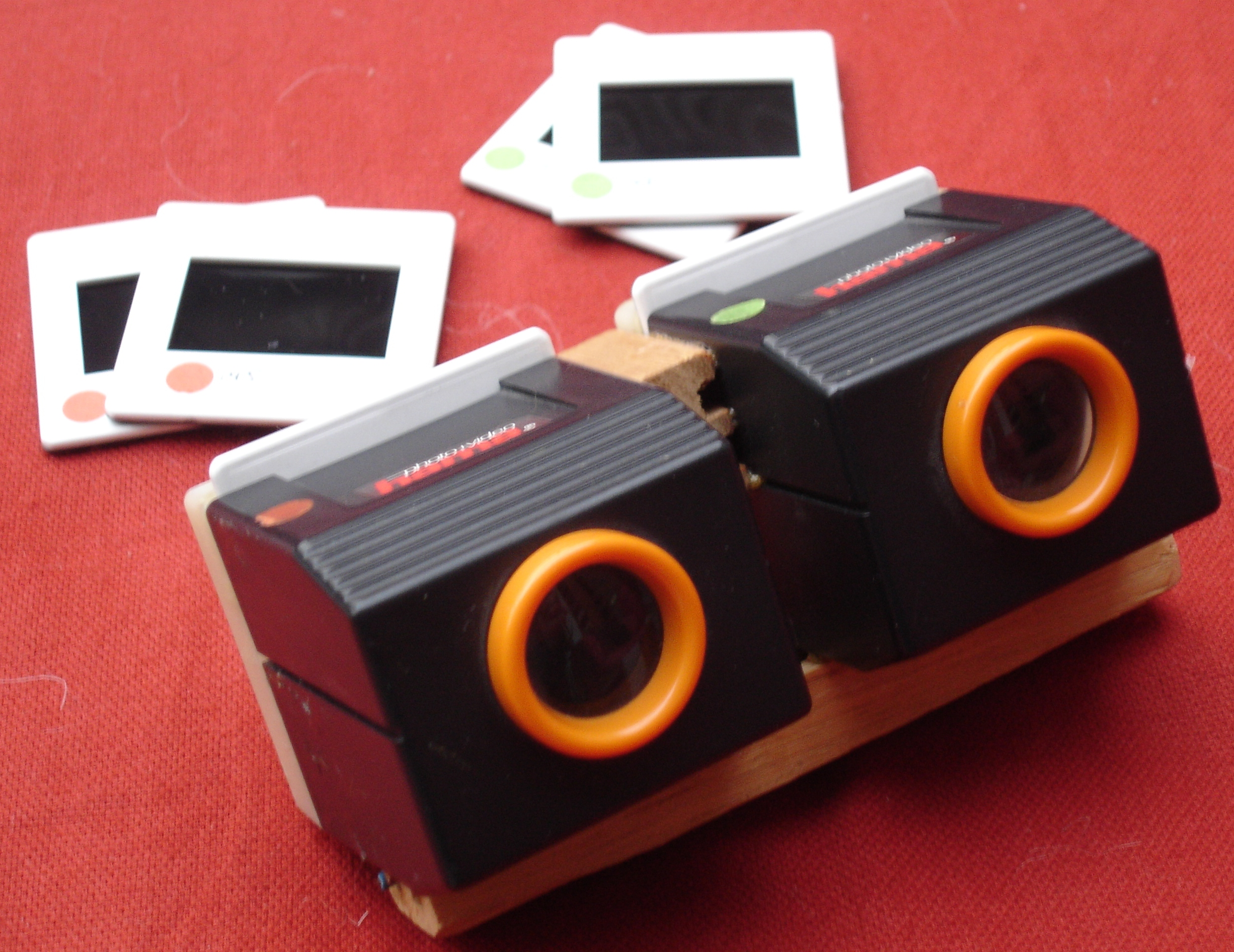
Hama-Stereodiabetrachter
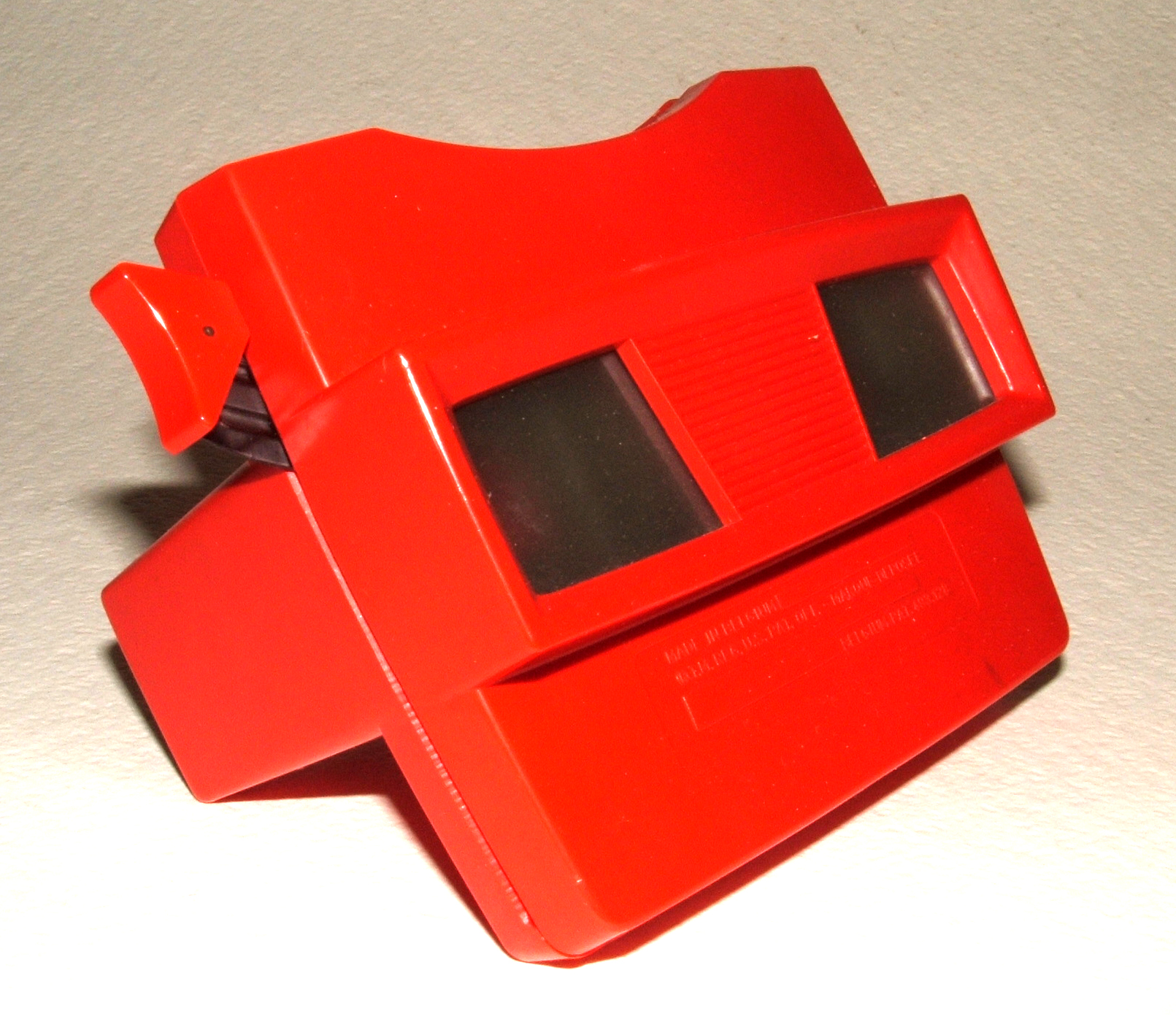
View-Master Modell G, eingeführt 1962
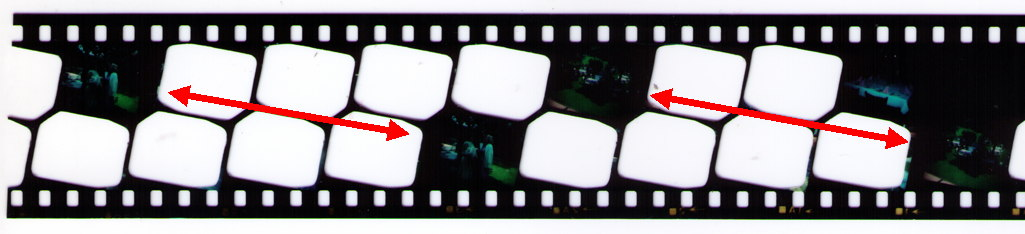
Eigene Aufnahmen für View-Master auf einem Kleinbildfilm